# Réathlétisation
 (août 2025).
Motif : pas de sources secondaires centrées distantes de deux ans
- Archive Wikiwix
- Bing
- Cairn
- DuckDuckGo
- E. Universalis
- Gallica
- Google
- G. Books
- G. News
- G. Scholar
- Persée
- Qwant
- (zh) Baidu
- (ru) Yandex
- (wd) trouver des œuvres sur Wikidata

| 1. | Préciser le motif de la pose du bandeau. | Précisez le motif de la pose du bandeau en utilisant la syntaxe suivante : {{admissibilité à vérifier\|date=août 2025\|motif=remplacez ce texte par le motif}}                       |
| 2. | Informer les utilisateurs concernés.     | Pensez à avertir le créateur de l'article, par exemple, en insérant le code ci-dessous sur sa page de discussion : {{subst:avertissement admissibilité à vérifier\|Réathlétisation}} |

La réathlétisation finalise le cursus de remise en forme sportive. Elle est née du constat qu’après une blessure, et malgré un traitement médical optimal, une majorité de patients ne recouvre pas ses capacités physiques initiales. La réathlétisation fait donc partie intégrante des discours des entraîneurs, préparateurs physiques, kinésithérapeutes et chirurgiens.

## Définition élargie
La réathlétisation, contrairement à la rééducation, est plus sportive que médicale.
Elle est spécifique selon le sport pratiqué par le patient. C’est une étape indispensable, après la rééducation et avant la reprise de la compétition sportive. 
Une réathlétisation bien conduite permet d’une part de potentialiser la qualité du travail de rééducation et d’autre part de réduire le risque de récidive de blessures. Cette phase est incontournable après une blessure, aussi bien pour le sportif professionnel que pour le sportif amateur, pour faciliter le retour au sport.
L’étape de réathlétisation intervient à des moments distincts selon la pathologie du patient et sa capacité à mener à bien sa rééducation. Elle doit être menée après accord du médecin chargé du suivi du patient.

## Objectif de la réathlétisation
La réathlétisation a pour objectif le retour au sport et permet de ramener un sportif à son meilleur niveau de pratique. 
Les différentes raisons de pratiquer la réathlétisation sont :
- après une blessure ;
- avant la reprise du sport, après un arrêt plus ou moins prolongé d'activité physique ;
- pour commencer ou reprendre une activité sportive en bonne condition physique.

Pour un sportif de haut niveau, la réathlétisation est donc un passage obligatoire à la suite d'une blessure s'il veut reprendre la compétition de la meilleure manière qu'il soit.
Dans le cas d'un sportif de haut niveau, la réathlétisation a également un aspect social : préparer mentalement le sportif à reprendre la compétition, par le biais d’un psychologue du sport (psychologie du sport).
À la fin de la rééducation, et avec l’accord du médecin, la réathlétisation va permettre de :
- solliciter de nouveau l’articulation dans le contexte global de la pratique sportive ;
- récupérer le potentiel physique nécessaire à l’activité physique et sportive ;
- lever l’inhibition physique et psychologique liée à la blessure[2].